# Лотерея (оповідання)
«Лотерея» (англ. The Lottery) — оповідання Ширлі Джексон видане 26 червня 1948 року, у публікації «Нью-Йоркера». Твір змальовує мале поселення, яке — як і багато інших громад у США — дотримується традиції з назвою «лотерея». Назване «одним із найвідоміших оповідань в історії американської літератури».
Початкове негативне сприйняття історії здивувало Джексон і робітників «Нью-Йоркера». Читачі скасовували підписки і слали обурені листи протягом всього літа. Південно-Африканський Союз заборонив видання твору.

## Сюжет
У малому селищі з населенням приблизно 300 осіб місцеві жителі збираються 27 червня, усі збуджені та трохи знервовані. Діти збирають каміння, поки дорослі сходяться для щорічної події — традиції, щоб забезпечити хороший врожай, хоча ходять чутки, що сусідні поселення на півночі думають облишити «лотерею».
Підготовка до лотереї починається напередодні, коли містер Саммерс і містер Грейвс роблять паперові картки і список усіх родин селища. Коли картки готові, вони кладуться в чорну коробку, яка зберігається ніч у сейфі вугільної компанії.
Зранку в день лотереї люди збираються близько десяти ранку, щоб встигнути все зробити ще до ланчу. Спершу голови сімей тягнуть картки (у першій частині лотереї чоловіки мають бути старше 16). Білл Хатчінсон витягує картку з чорною плямою, що означає, що його сім'я була обрана. У другій частині картки тягнуть тільки окремі члени сім'ї, незалежно від віку. Дружина Білла — Тессі — отримує помічену картку. Після жеребу картки пускають за вітром. Згідно з традицією, жителі беруть камені й оточують Тессі. У кінці оповідання жінку забивають камінням, поки вона нарікає на несправедливість ситуації.

## Сприйняття

### Читачі
Багато читачів вимагало пояснення історії, і через місяць після публікації Ширлі відповіла в «San Francisco Chronicle» (22 липня 1948):
|  | Пояснити що я хотіла показати в творі тяжко. Можливо, я надіялась, що описавши брутальний обряд в теперішньому часі в моєму селищі, я приголомшу читачів графічною драматизацією безглуздого насильства і загальної нелюдяності в їх власних життях. Оригінальний текст (англ.) Explaining just what I had hoped the story to say is very difficult. I suppose, I hoped, by setting a particularly brutal ancient rite in the present and in my own village to shock the story's readers with a graphic dramatization of the pointless violence and general inhumanity in their own lives. |

Джексон жила в Північному Беннінгтоні, і її коментар показує, що вона мала на думці Беннінгтон, коли писала «Лотерею». У лекції 1960 року (надрукованій у її колекції «Ходімо разом зі мною» (англ. Come Along with Me) Джексон згадує гнівні листи, які вона отримала в 1948 році:
|  | Один з найбільш жахаючих аспектів публікування історій і книг, це усвідомлення того, що вони будуть прочитані, і прочитані незнайомцями. Я ніколи не розуміла цього раніше, хоча я звичайно в своїх мріях насолоджувалась думками про мільйони і мільйони людей які будуть збадьорені, і збагачені, і захоплені моїми історіями. Мені просто ніколи не прийшло на думку що ці мільйони і мільйони людей будуть настільки далеко від збадьорення що вони сідатимуть і писатимуть мені листи, які я відверто боятимусь відкрити; з більше ніж трьохсот листів що я отримала того літа я нарахувала тільки тринадцять що звучали доброзичливо, і вони здебільшого були від друзів. Навіть моя мати посварила мене: «Татові і мені зовсім не сподобалась твоя історія в Нью-Йоркері,» написала вона суворо, «так здається, люба, що ці похмурі історії це все про що ви, молоді люди, думаєте сьогодні. Чого тобі б не написати щось, що розвеселить людей?» Оригінальний текст (англ.) One of the most terrifying aspects of publishing stories and books is the realization that they are going to be read, and read by strangers. I had never fully realized this before, although I had of course in my imagination dwelt lovingly upon the thought of the millions and millions of people who were going to be uplifted and enriched and delighted by the stories I wrote. It had simply never occurred to me that these millions and millions of people might be so far from being uplifted that they would sit down and write me letters I was downright scared to open; of the three-hundred-odd letters that I received that summer I can count only thirteen that spoke kindly to me, and they were mostly from friends. Even my mother scolded me: "Dad and I did not care at all for your story in The New Yorker," she wrote sternly; "it does seem, dear, that this gloomy kind of story is what all you young people think about these days. Why don't you write something to cheer people up?" |

Нью-Йоркер не отримував записи телефонних дзвінків, але листи, адресовані Джексон, перенаправлялися їй. Того літа вона постійно забирала з собою 10-12 листів. Вона також отримувала тижневі посилки від Нью-Йоркера з листами і питаннями, адресованими тижневику чи редактору Гарольду Россу, а також копії відповідей редакції.
|  | Цікаво, що було три основних теми які домінували листи того літа — три теми які можуть бути визначені як збентеження, роздуми і прямі образи. В роки після того, під час яких ця історія була включена в антології, адаптована для драм, телевізора, і навіть - повністю містичною трансформацією — перетворена в балет, зміст листів які я отримувала змінився. До мене звертаються більш чемно, як правило, і листи здебільшого запитують що ця історія значить? Проте, переважний тон перших листів приймав вид широкоокої, шокованої наївності. Люди не так переймалися що історія значила; вони хотіли знати де ті лотереї проводились, і чи могли б вони піти туди і подивитись. Оригінальний текст (англ.) Curiously, there are three main themes which dominate the letters of that first summer—three themes which might be identified as bewilderment, speculation and plain old-fashioned abuse. In the years since then, during which the story has been anthologized, dramatized, televised, and even—in one completely mystifying transformation—made into a ballet, the tenor of letters I receive has changed. I am addressed more politely, as a rule, and the letters largely confine themselves to questions like what does this story mean? The general tone of the early letters, however, was a kind of wide-eyed, shocked innocence. People at first were not so much concerned with what the story meant; what they wanted to know was where these lotteries were held, and whether they could go there and watch. |

### Критики
У своєму есе «„Лотерея“: символічний тур силою», Хелен Небкар, заявляє, що кожне ім'я має символічне значення:
|  | Наприкінці перших двох параграфів, Джексон обережно зазначила сезон, час древніх жертвоприношень, а також камені — найстаріший інструмент страти. Вона також натякнула на більше значення через символізм імен. «Мартін», прізвище Бобі, походить з середньоанглійської і означає примата чи мавпу. Це, зіставлене з «Гері Джонс» (ім'я Harry співзвучне з англ. hairy — волохатий) і «Дікі Делакруа» (фр. de la croix — з хреста) наводить нас на думку про присутність волохатої мавпи в кожному з нас, прикрашену християнством, зіпсутим так само як «Делакруа» спрощене до «Делакрой» селянами. На жах, в кінці історії це буде саме місіс Делакруа, тепла і привітна в своєму природному стані, хто вибере камінь «такий великий, що вона муситиме тримати його двома руками» і заохочуватиме друзів брати з неї приклад… «містер Адамс», прабатько і мученик в іудо-християнській міфології, стоїть поряд з «місіс Грейвс» (англ. Grave — могила) — кінцевий притулок чи рятунок всього людства — в перших рядах натовпу. Оригінальний текст (англ.) By the end of the first two paragraphs, Jackson has carefully indicated the season, time of ancient excess and sacrifice, and the stones, most ancient of sacrificial weapons. She has also hinted at larger meanings through name symbolism. "Martin", Bobby’s surname, derives from a Middle English word signifying ape or monkey. This, juxtaposed with "Harry Jones" (in all its commonness) and "Dickie Delacroix" (of-the-Cross) urges us to an awareness of the Hairy Ape within us all, veneered by a Christianity as perverted as "Delacroix," vulgarized to "Dellacroy" by the villagers. Horribly, at the end of the story, it will be Mrs. Delacroix, warm and friendly in her natural state, who will select a stone "so large she had to pick it up with both hands" and will encourage her friends to follow suit ... "Mr. Adams," at once progenitor and martyr in the Judeo-Christian myth of man, stands with "Mrs. Graves"—the ultimate refuge or escape of all mankind—in the forefront of the crowd. |

У «Забиття камінням місіс Хатчінсон значення контексту в „Лотереї“» (1988) Фріц Ошлейгар написав:
|  | Ім'я жертви Джексон прив'язує її до Анни Хатчінсон, чиї антіномістичні погляди вважались єретичними пуританською ієрархією, і призвели до її вигнання з Массачусетса в 1638 році. Хоча Тесі Хатчінсон точно не є духовним бунтарем, натяк Джексон до Анни Хатчінсон зміцнює навівання що бунтівниця криється в жінці цього видуманого селища. Так як Тесі Хатчінсон є головним героєм «Лотереї», то є кожна ознака що її ім'я і справді відсилання до Анни Хатчінсон, американської релігійної дисидентки. Вона була екскомунікована не дивлячись на несправедливий суд, а Тесі ставить під сумнів традицію і правильність лотереї як і своє скромне становище як жінки. Це все одно, що ця непокірність призводить до вибору її в лотереї і забиття камінням розлюченим натовпом селян. Оригінальний текст (англ.) The name of Jackson's victim links her to Anne Hutchinson, whose Antinomian beliefs, found to be heretical by the Puritan hierarchy, resulted in her banishment from Massachusetts in 1638. While Tessie Hutchinson is no spiritual rebel, to be sure, Jackson's allusion to Anne Hutchinson reinforces her suggestions of a rebellion lurking within the women of her imaginary village. Since Tessie Hutchinson is the protagonist of "The Lottery," there is every indication that her name is indeed an allusion to Anne Hutchinson, the American religious dissenter. She was excommunicated despite an unfair trial, while Tessie questions the tradition and correctness of the lottery as well as her humble status as a wife. It might as well be this insubordination that leads to her selection by the lottery and stoning by the angry mob of villagers. |

## В іншому медіа
На додачу до багатьох перевидань у різних тижневиках, збірках і підручниках «Лотерея» також була адаптована для радіо, телебачення, балету в 1953 році, фільми в 1969 і 1997 роках, опери і одноактної вистави під керівництвом Томаса Мартіна.
19 епізод 3 сезону «Сімпсонів» в одній зі сцен згадується книга «Лотерея».

### Фільм 1996
Телефільм Ентоні Спіннера вийшов 29 вересня 1996 на NBC. Був номінований на премію Сатурн 1997-го року за кращу телепостановку.